# Sandra Oh
Sandra Oh (* 30. listopadu 1970, Nepean, Ontario, Kanada) je kanadsko-americká herečka. Je známá především díky roli Rity Wu v komediálním seriálu Arli$$ (1996–2002) společnosti HBO, Dr. Cristiny Yangové v dramatickém seriálu Chirurgové (2005–2014) společnosti ABC a Eve Polastri ve špionážním thrilleru Na mušce (2018–2022). Získala řadu ocenění a nominací, včetně dvou Zlatých Glóbů, čtyř Screen Actors Guild Awards a 13 nominací na cenu Emmy. Časopis Time ji v roce 2019 zařadil na seznam 100 nejvlivnějších lidí světa.
Poprvé na sebe upozornila rolemi v kanadských filmech Double Happiness (1994) a Deník Evelyn Lau (1994). Dále hrála například v seriálech Soudkyně Amy a American Crime a propůjčila svůj hlas postavám v animovaných seriálech Americký táta, Americký Drak: Jake Long, Rodinka Pyšných, Phineas a Ferb, Chop Socky Chooks, She-Ra a princezny moci a Neporazitelný. 
V roce 2021 ztvárnila hlavní roli v komediálně-dramatickém seriálu Vedoucí katedry a byla také jednou z výkonných producentek seriálu. Hrála také ve filmech Mr. Bean: Největší filmová katastrofa (1997), Last Night (1998), Deník princezny (2001), Long Life, Happiness & Prosperity (2002), Pod toskánským sluncem (2003), Bokovka (2004), Wilby Wonderful (2004), V pasti (2005), Králičí nora (2010), Tammy (2014), Catfight (2016), Meditation Park (2017), stejně jako propůjčila svůj hlas postavám ve filmech Legenda o Mulan 2 (2004), Země dinosaurů 13: Moudrost přátel (2007), Až na Měsíc (2020), Raya a drak (2021), Proměna (2022).

## Životopis
Narodila se v Ontariu v Kanadě. Její rodiče pocházejí z Jižní Koreje. Její herecká kariéra se datuje od roku 1989. Její otec je podnikatel a matka biochemička. Má bratra Raye a sestru Grace. Vyrůstala ve městě Nepean, kde také začala s herectvím a baletem. Když jí bylo 10 let, zahrála si ve školním muzikálu The Canada Goose.
Později, na střední škole Sira Roberta Bordena, se zúčastnila kampaně proti používání extrudovaného polystyrenu (XPS) k výrobě kelímků. Na škole zasedala ve studentské radě, kde dokonce zastávala funkci prezidenta. Také hrála na flétnu a pokračovala ve studiích baletu a herectví. Nicméně věděla, že nemá dostatečný talent pro profesionální tanečnici, takže se nakonec plně soustředila na herectví. Zájem o herectví ji přiměl k účasti na hodinách herectví, hraní ve školních hrách a účasti v divadelním klubu, kde si zahrála část Canadian Improv Games a Skit Row High, což je komediální skupina. Po neuposlechnutí rodičovských rad, kdy zamítla čtyřleté stipendium ke studiu žurnalistiky na Carletonské univerzitě, začala studovat divadelní umění na prestižní montrealské škole National Theatre School of Canada. Rodičům slíbila, že pokud v herectví neuspěje, vrátí se zpátky do školy.
Krátce po dostudování na Soon National Theatre School v roce 1993, přijala roli v divadelní hře Oleanna, kterou produkoval David Mamet. V téže době získala také role v biografických filmech dvou významných čínsko-kanadských žen. V prvním si zahrála spisovatelku Evelyn Lau, vancouverskou rodačku, ve filmu The Diary of Evelyn Lau (byla vybrána z více než 1 000 dalších kandidátek); a ve druhém získala roli Adrienne Clarkson v životopisném filmu o jejím životě.

## Kariéra

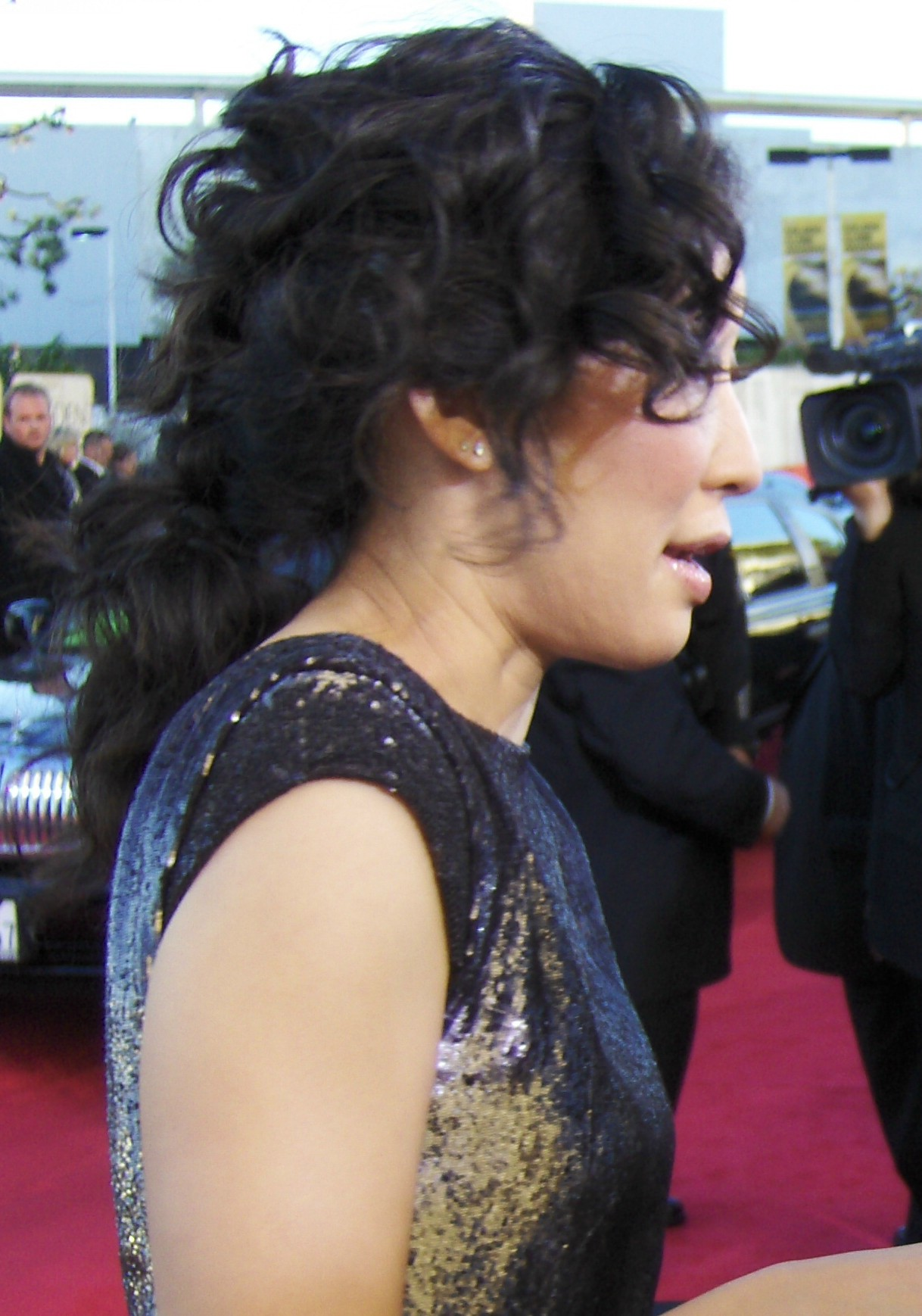
Sandra Oh v roce 2007 na předávání Zlatých glóbů

V Kanadě se zviditelnila svojí hlavní rolí ve filmu Double Happiness, za kterou získala cenu Genie Award pro nejlepší herečku. V roce 2007 si zahrála vedlejší roli Bernice, P.R. manažerku umělecké galerie, v mezinárodním filmu Bean. Za své další kanadské filmy Long Life, Happiness & Prosperity a Last Nightzískala opět cenu Genie pro nejlepší herečku.
Díky svým rolím ve filmech Deník princezny, Pod toskánským sluncem a Bokovka získala přízeň amerického obecenstva. Film Bokovka považuje za jeden z nejlepších filmů, ve kterých si zahrála. V méně známém filmu Dancing at the Blue Iguana si zahrála roli striptérky píšící poezii, za niž sklidila nejlepší filmovou kritiku. Celosvětovou proslulost jí však přinesla až role Dr. Cristiny Yangové, tvrdé a cílevědomé doktorky v americkém seriálovém hitu Chirurgové. Za tuto roli získala 2 ceny, Zlatý glóbus pro nejlepší herečku ve vedlejší roli v seriálu, minisérii nebo TV filmu v roce 2005 a v roce 2006 Screen Actors Guild Award pro nejlepší herečku ve vedlejší roli. V červenci roku 2009 získala svou celkově 5. nominaci na cenu Emmy za její práci v tomto seriálu.
Účinkovala v seriálech Kung Fu: Legenda pokračuje, Soudkyně Amy, Odpočívej v pokoji a Odd Job Jack.
V roce 2006 hrála ve filmu Noční volání postavu Anny po boku herce Robina Williamse a herčky Toni Collette.
3. března 2008 uváděla 28. udílení cen Genie Awards. V roce 2009 si zahrála ve filmu The People Speak, což je dokumentární film. V roce 2010 mezi přestávkou natáčení seriálu Chirurgové přijala roli v britském seriálu Thorne. Kvůli roli, aby ji přesně vystihla, si vzala hodiny britského přízvuku.

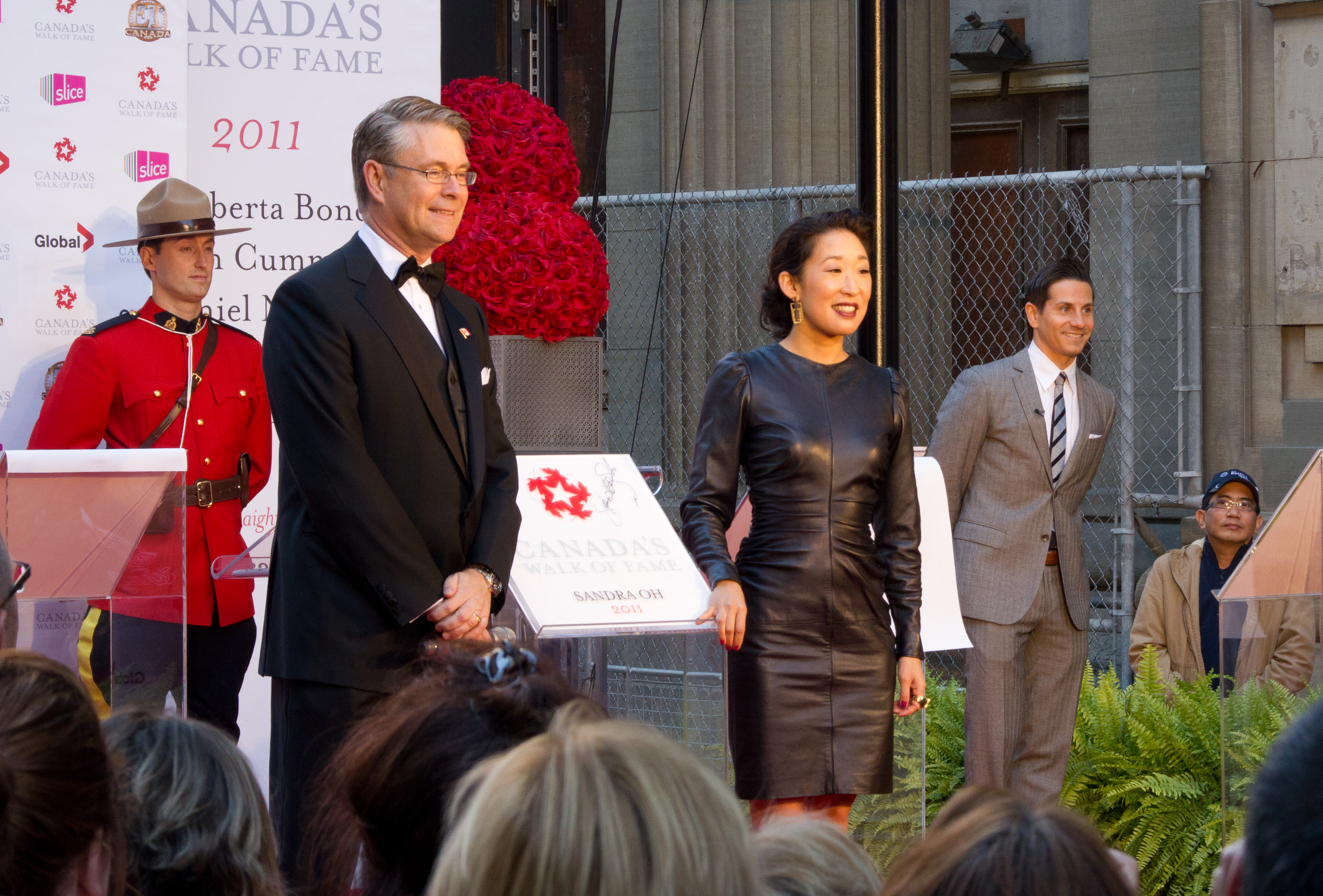
Oh při ceremoniálu, kdy získala svou hvězdu na Canada's Walk of Fame

28. června 2011 bylo oznámeno, že bude mít svou hvězdu na Canada's Walk of Fame.
V roce 2014 si zahrála ve filmech Window Horses a Tammy. V roce 2015 si zahrála v internetovém seriálu Shitty Boyfriends a v komedii Catfight. Na začátku roku 2018 začala hrát roli Eve Polastri v trhillerovém seriálu Na mušce. Seriál získal hlavně pozitivní reakce od kritiků a Oh získala za roli několik nominaci, včetně nominace na cenu Emmy.

## Osobní život
Byla ve vztahu s filmařem Alexandrem Paynem pět let. Vzali se 1. ledna 2003 a v roce 2006 se rozvedli. V roce 2007 se začala scházet s muzikantem Andrewem Featherstonem. Oh je veganka.

## Filmografie

### Film
| Rok  | Název                                  | Role                         | Poznámky            |
| ---- | -------------------------------------- | ---------------------------- | ------------------- |
| 1989 | The Journey Home                       |                              | krátkometrážní film |
| 1994 | Double Happiness                       | Jade Li                      |                     |
| 1995 | Prey                                   | Il Bae                       | krátkometrážní film |
| 1996 | Cowgirl                                | Sara Hwang                   | krátkometrážní film |
| 1997 | Mr. Bean: Největší filmová katastrofa  | Bernice Schimmel             |                     |
| 1997 | Teror                                  |                              |                     |
| 1998 | 2000 očima... : Poslední noc           | Sandra                       |                     |
| 1998 | Krvavé housle                          | Madam Ming                   |                     |
| 1998 | Půlnoc nikdy nekončí                   | Kamarádka                    |                     |
| 1999 | Krásná Guinevere                       | Cindy                        |                     |
| 2000 | Čekání na smrt                         | Kim                          |                     |
| 2000 | Three Lives of Kate                    |                              |                     |
| 2000 | Tanečnice od Modrého leguána           | Jasmine                      |                     |
| 2001 | Deník princezny                        | zástupkyně ředitele Gupta    |                     |
| 2001 | The Frank Truth                        | Samu sebe                    | dokument            |
| 2002 | Velký tlustý lhář                      | Pí. Phyllis Caldwell         |                     |
| 2002 | Hollywood, Hollywood                   | čtvrtá vyhozená zaměznankyně |                     |
| 2002 | Barrier Device                         |                              |                     |
| 2002 | Long Life, Happiness & Prosperity      |                              |                     |
| 2002 | Long Life, Happiness & Prosperity      | Kin Ho Lum                   |                     |
| 2003 | Pod toskánským sluncem                 | Patti                        |                     |
| 2003 | Kletba                                 | Michelle                     |                     |
| 2003 | Případ Mahowny                         | hráčka                       |                     |
| 2004 | Bokovka                                | Stephanie                    |                     |
| 2004 | Wilby Wonderful                        | Carol French                 |                     |
| 2004 | Legenda o Mulan 2                      | Ting Ting                    |                     |
| 2005 | V pasti                                | Judy Tokuda                  |                     |
| 2005 | Zlom vaz                               | mladá Turk                   |                     |
| 2005 | Zbožňuju svatby                        | Lulu                         |                     |
| 2005 | 3 jehly                                | Mary the Nun                 |                     |
| 2005 | Sorry, Haters                          | Phyllis MacIntyre            |                     |
| 2005 | Kind of a Blur                         | Joe                          |                     |
| 2006 | Noční volání                           | Anna                         |                     |
| 2006 | Nominace na Oscara                     | osoba z marketingu           |                     |
| 2007 | Země dinosaurů 13: Moudrost přátel     | Doofah (hlas)                |                     |
| 2008 | Slepota                                | ministryně zdravotnictví     |                     |
| 2009 | Defendor                               | Dr. Park                     |                     |
| 2009 | The People Speak                       | Samu sebe                    | Dokument            |
| 2009 | Quantum Quest: A Cassini Space Odyssey | Gal 2000                     |                     |
| 2010 | Ramona                                 | paní Meachamová              |                     |
| 2010 | Králičí nora                           | Gabby                        |                     |
| 2014 | Tammy                                  | Susanne                      |                     |
| 2015 | The Scarecrow                          | Evelyn                       | krátkometrážní film |
| 2016 | Window Horses                          | Rosie Ming (hlas)            | také producentka    |
| 2016 | Catfight                               | Veronica Salt                |                     |
| 2017 | Meditation Park                        | Ava                          |                     |
| 2020 | Až na Měsíc                            | Paní Zhongová (hlas)         |                     |
| 2021 | Raya a drak                            | Virana (hlas)                |                     |
| 2022 | Proměna                                | Ming (hlas)                  |                     |

### Televize
| Rok        | Název                                           | Role                                 | Poznámky                                       |
| ---------- | ----------------------------------------------- | ------------------------------------ | ---------------------------------------------- |
| 1989       | Denim Blues                                     | Gwen                                 |                                                |
| 1992       | School's Out!                                   | Servírka                             | TV film                                        |
| 1993       | E.N.G.                                          | protestující                         | díl: „Crime and Punishment“                    |
| 1993       | Deník Evelyn Lau                                | Evelyn Lau                           | TV film                                        |
| 1995       | If Not for You                                  |                                      | 2 díly                                         |
| 1995       | Lonesome Dove: The Outlaw Years                 | Ming Li                              | díl: „Badlands“                                |
| 1995       | Výhled skleněným stropem                        | strážník Angela Lum                  | TV film                                        |
| 1996       | Kung Fu: Legenda pokračuje                      | Mai Chi                              | díl: „The First Temple“                        |
| 1996–2002  | Arli$$                                          | Rita Wu                              | hlavní role, 53 dílů                           |
| 1999       | Happily Ever After: Fairy Tales for Every Child | Breadcrumb (hlas)                    | díl: „The Three Little Pigs“                   |
| 2000       | Popular                                         | učitelka                             | 3 díly                                         |
| 2001       | Date Squad                                      | Alpha Baby                           | TV film                                        |
| 2001       | Historky z města                                | Bambi Kanetaka                       | minisérie, 3 díly                              |
| 2001       | Odpočívej v pokoji                              | Porn Starlet                         | díl: „Otevřená kniha“                          |
| 2001       | Soudkyně Amy                                    | detektiv Shelly Tran                 | 3 díly                                         |
| 2001–2002  | The Proud Family                                | Marsha Mitsubishi                    | 5 dílů                                         |
| 2005–2010  | Americký táta                                   | Katie/Toshi matka (hlas)             | 5 dílů                                         |
| 2005–3,25  | Chirurgové                                      | Dr. Cristina Yang                    | hlavní role (1.–10. řada), 220 dílů            |
| 2006       | Odd Job Jack                                    | Vanessa                              | 2 díly                                         |
| 2006–2007  | Americký Drak: Jake Long                        | Sun Park (hlas)                      | 6 dílů                                         |
| 2008, 2012 | Phineas & Ferb                                  | přítelkyně Dr. Doofenshmirtza (hlas) | 3 díly                                         |
| 2009       | Robot Chicken                                   | Kate Winslet/Sarah Connor (hlas)     | díl: „Cannot Be Erased, So Sorry“              |
| 2010       | Detektiv Thorne: Nesmělý muž                    | DS Sarah Chen                        | díl: „Scaredycat“                              |
| 2011       | Sezame, otevři se                               | víla (hlas)                          |                                                |
| 2011       | Michael: Every Day                              | Dr. Judy Song                        | díl: „Ridicule“                                |
| 2014       | Betas                                           | Sharron                              | díl: „Steppin' Out“                            |
| 2016       | Peg + Cat                                       | prezidentka (hlas)                   | díl: „The Package Problem / The Train Problem“ |
| 2017       | American Crime                                  | Abby Tanaka                          | 4 díly                                         |
| 2018–2022  | Na mušce                                        | Eve Polastri                         | hlavní role                                    |
| 2018–2019  | She-Ra and the Princesses of Power              | Castaspella (hlas)                   | 4 díly                                         |
| 2019       | Saturday Night Live                             | strážník                             | díl: „College Admissions“                      |
| 2021       | Invincible                                      | Debbie Grayson (hlas)                | hlavní role                                    |
| 2021       | Vedoucí katedŕy                                 | Ji-Yoon Kim                          | hlavní role, také výkonná producentka          |

### Internet
| Rok  | Název             | Role  | Poznámky |
| ---- | ----------------- | ----- | -------- |
| 2015 | Shitty Boyfriends | Kathy | 6 dílů   |

## Ocenění a nominace
| Rok  | Ocenění                                        | Kategorie                                                                    | Práce                        | Výsledek  |
| ---- | ---------------------------------------------- | ---------------------------------------------------------------------------- | ---------------------------- | --------- |
| 1994 | Genie Award                                    | nejlepší ženský herecký výkon v hlavní roli                                  | Double Happiness             | vítězství |
| 1998 | Genie Award                                    | nejlepší ženský herecký výkon v hlavní roli                                  | 2000 očima... : Poslední noc | vítězství |
| 2004 | Boston Society of Film Critics Award           | nejlepší obsazení                                                            | Bokovka                      | vítězství |
| 2004 | Central Ohio Film Critics Association          | nejlepší obsazení                                                            | Bokovka                      | nominace  |
| 2004 | Phoenix Film Critics Society Award             | nejlepší obsazení                                                            | Bokovka                      | vítězství |
| 2005 | Critics' Choice Movie Award                    | nejlepší obsazení                                                            | Bokovka                      | vítězství |
| 2005 | Cena Emmy                                      | nejlepší ženský herecký výkon ve vedlejší roli (drama)                       | Chirurgové                   | nominace  |
| 2005 | Satellite Award                                | nejlepší ženský herecký výkon ve vedlejší roli (seriál, TV film, mini-série) | Chirurgové                   | nominace  |
| 2005 | Screen Actors Guild Award                      | nejlepší filmové obsazení                                                    | Bokovka                      | vítězství |
| 2006 | Zlatý glóbus                                   | nejlepší ženský herecký výkon ve vedlejší roli (seriál, TV film, mini-série) | Chirurgové                   | vítězství |
| 2006 | Cena Emmy                                      | nejlepší ženský herecký výkon ve vedlejší roli (drama)                       | Chirurgové                   | nominace  |
| 2006 | Screen Actors Guild Award                      | nejlepší ženský herecký výkon ve vedlejší roli (drama)                       | Chirurgové                   | vítězství |
| 2006 | Screen Actors Guild Award                      | nejlepší seriálové obsazení (drama)                                          | Chirurgové                   | nominace  |
| 2007 | Cena Emmy                                      | nejlepší ženský herecký výkon ve vedlejší roli (drama)                       | Chirurgové                   | nominace  |
| 2007 | Screen Actors Guild Award                      | nejlepší seriálové obsazení (drama)                                          | Chirurgové                   | vítězství |
| 2008 | Cena Emmy                                      | nejlepší ženský herecký výkon ve vedlejší roli (drama)                       | Chirurgové                   | nominace  |
| 2008 | Screen Actors Guild Award                      | nejlepší seriálové obsazení (drama)                                          | Chirurgové                   | nominace  |
| 2009 | Cena Emmy                                      | nejlepší ženský herecký výkon ve vedlejší roli (drama)                       | Chirurgové                   | nominace  |
| 2018 | Gold Derby Award                               | nejlepší ženský herecký výkon v hlavní roli (drama)                          | Na mušce                     | nominace  |
| 2018 | Cena Emmy                                      | nejlepší ženský herecký výkon v hlavní roli (drama)                          | Na mušce                     | nominace  |
| 2018 | Satellite Award                                | nejlepší ženský herecký výkon v hlavní roli (drama/žánr)                     | Na mušce                     | nominace  |
| 2018 | TCA Awards                                     | individuální ocenění za drama                                                | Na mušce                     | nominace  |
| 2019 | Britská akademie filmového a televizního umění | nejlepší seriálová herečka v hlavní role                                     | Na mušce                     | nominace  |
| 2019 | Cena Emmy                                      | nejlepší ženský herecký výkon v hlavní roli (drama)                          | Na mušce                     | nominace  |
| 2019 | Cena Emmy                                      | nejlepší ženský herecký výkon v hostující roli (komedie)                     | Saturday Night Live          | nominace  |
| 2019 | Cena Saturn                                    | nejlepší ženský herecký výkon v hlavní roli (seriál)                         | Na mušce                     | nominace  |
| 2019 | Zlatý glóbus                                   | nejlepší ženský herecký výkon v hlavní roli (televize – drama)               | Na mušce                     | vítězství |
| 2019 | Critics' Choice Television Award               | nejlepší ženský herecký výkon v hlavní roli (drama)                          | Na mušce                     | vítězství |
| 2019 | Screen Actors Guild Award                      | nejlepší ženský herecký výkon v hlavní roli (televize)                       | Na mušce                     | vítězství |